# Уил
Уи́л (каз. Ойыл, устар. Улу-Уил) — степная река на западе Казахстана.
Река находится с левой стороны реки Урал и имеет направление с востока на запад; берёт начало с подножья Мугоджарских гор; с удалением от последних к югу, течёт в более ровных берегах, а далее в совершенно плоских.
Длина Уила — около 800 км; площадь бассейна — 31 500 км²; в низовьях делится на рукава и старицы, завершается же солёными грязями или впадает в озеро Актобе на Прикаспийской низменности. Правый берег низменный, левый более возвышен.
У Уила множество притоков, из которых более значительны (левый) Ащыойыл (устар. Аще-Уил) с горько-солёной водою и (правый) Киыл.